# Dolní Olešnice
Dolní Olešnice là một làng thuộc huyện Trutnov, vùng Královéhradecký, Cộng hòa Séc.